# Кирдяпкин, Сергей Александрович
Серге́й Алекса́ндрович Кирдя́пкин (род. 16 января 1980, Инсар, Мордовская АССР) — российский легкоатлет (спортивная ходьба), чемпион мира 2005 года на дистанции 50 км, заслуженный мастер спорта России.

## Карьера
Начинал как бегун на средние дистанции (800 м). Первый тренер — Алексей Наумкин. Тренировался у Виктора Чёгина в Центре олимпийской подготовки в Саранске.
Помимо побед на чемпионате мира по лёгкой атлетике, Сергей Кирдяпкин является победителем чемпионата России (2001), обладателем Кубка России (2003) и Кубка Европы (2005).
Окончил Мордовский государственный университет имени Н. П. Огарёва (институт физики и химии). Получает второе высшее образование на юридическом факультете Мордовского государственного университета.
В 2015 году был дисквалифицирован за нарушение антидопинговых правил на 3 года и 2 месяца, начиная с 15 октября 2012 года (см. ниже). Вернулся в спорт в 2016 году и занял второе место на чемпионате России по спортивной ходьбе в Сочи. В феврале 2017 года накануне командного чемпионата России по спортивной ходьбе было объявлено, что Сергей Кирдяпкин не может принимать участия в соревнованиях, так как пока не вернул в Международную федерацию легкоатлетических федераций призовые за аннулированные из-за нарушений антидопинговых правил результаты.

## Допинг
В декабре 2012 года Международная ассоциация легкоатлетических федераций (ИААФ) уведомила Всероссийскую федерацию лёгкой атлетики (ВФЛА) о неблагоприятных гематологических профилях пяти ведущих ходоков России, в число которых входил Сергей Кирдяпкин. Спустя два года, 20 января 2015 года, Российское антидопинговое агентство (РУСАДА) объявило о дисквалификации Сергея Кирдяпкина сроком на три года и два месяца, начиная с 15 октября 2012 года, и об аннулировании его результатов, показанных за три периода: 20 июля — 20 сентября 2009 года, 29 июня — 29 августа 2010 года и 17 декабря 2011 — 11 июня 2012 года. Нарушение антидопинговых правил было установлено на основании аномальных показателей гематологического профиля в рамках программы биологического паспорта ИААФ.
24 марта 2016 года Спортивный арбитражный суд в Лозанне принял решение аннулировать все результаты Кирдяпкина с 20 августа 2009 года по 15 октября 2012 года. Под эту дисквалификацию попадают первые места на чемпионате мира 2009, Кубке мира 2012 и Олимпийских играх 2012.

## Семья
Сергей Александрович был женат на Анисе Кирдяпкиной, также легкоатлете-ходоке. Во время участия в Олимпиаде Анися всячески поддерживала мужа. Познакомились они на спортивных сборах.
Сейчас состоит во втором браке с Ксенией Кирдяпкиной. По национальности мокшанин.

## Награды
- Орден Дружбы (13 августа 2012 года) — за большой вклад в развитие физической культуры и спорта, высокие спортивные достижения на Играх XXX Олимпиады 2012 года в городе Лондоне (Великобритания)[10]
- Заслуженный мастер спорта России